# 상호 관세법
상호 관세법(Reciprocal Tariff Act, 1934년 6월 12일 제정, ch. 474, 48 48 Stat. 943, 19 U.S.C. § 1351)은 미국과 여러 국가, 특히 라틴아메리카 국가 간의 관세 협정 협상을 규정했다. 이 법은 대통령이 미국 내 관세를 최대 50%까지 상호 인하하는 대가로 외국과 관세를 인하하기 위해 협상할 수 있는 권한을 부여하는 제도적 개혁의 역할을 했다. 그 결과 관세가 인하되었다. 이는 1930년 스무트-홀리 관세법을 낳은 고관세 공화당 정책에 대응하여 저관세 민주당이 내놓은 정책으로, 관세율을 인상하고 국제 무역을 크게 축소했다. 상호 관세법은 국무장관 코델 헐에 의해 강력하게 추진되었다.

## 1934년 상호 관세법
프랭클린 D. 루스벨트 대통령은 1934년 상호 무역 협정법(RTAA)에 서명했다. 이 법은 대통령에게 다른 국가들과 양자 간 상호 무역 협정을 협상할 수 있는 권한을 부여했고, 루스벨트 대통령이 전 세계적으로 미국의 무역 정책을 자유화할 수 있도록 했다. 이 법은 20세기 내내 지속된 자유 무역 정책 시대의 개막을 알렸다는 평가를 받고 있다.
미국의 관세는 남북 전쟁부터 1920년대까지 역사상 최고 수준을 기록했다. 대공황에 대응하여 의회는 보호무역 정책을 가속화했고, 이는 1930년 스무트-홀리법으로 이어졌다. 이 법은 여러 미국 산업에 걸쳐 고율 관세를 부과하는 혼합 관세 정책이었다. 동시에 유럽 국가들도 보호무역 정책을 시행했다.
RTAA는 미국의 보호무역주의 시대로부터 크게 벗어났다. 1934년 외국 제품에 대한 미국의 관세는 평균 46%에서 1962년에는 12%로 감소했다.